# Cyornis banyumas
Papa-moscas-javanês (Cyornis banyumas) é uma espécie de ave da família Muscicapidae.
Pode ser encontrada nos seguintes países: Bangladesh, Brunei, Camboja, China, Índia, Indonésia, Laos, Malásia, Myanmar, Nepal, Tailândia e Vietname.